# Ікі (острів)
Ікі (яп. 壱岐島, いきのしま Ікі-но-сіма) — острів в Японії, розташований в Цусімській протоці, в морі Ґенкай, за 20 км від берегів великого острова Кюсю. Адміністративно входить до префектури Наґасакі. Головний населений пункт на острові — місто Ікі.

## Географія
Ікі — вулканічний острів в Цусімській протоці між Цусімою та Кюсю. Площа острова — 138,5 км²; максимальна відстань від північного берега до південного — 17 км, від західного до східного — 15 км. Найвища точка — згаслий вулкан Такеноцудзі (яп. 岳ノ辻), 213 м над рівнем моря. Останнє виверження Такеноцудзі було 0,6 — 0,9 млн років тому; а проте на острові існують гарячі джерела.
Завдяки теплій течії Курошіо, на Ікі більш-менш м'який клімат, ніж на основних островах Японії тієї ж широти.